# DAMS
DAMS (da palavra-valise Driot-Arnoux Motorsport, atualmente Driot Associés Motor Sport; competindo atualmente como DAMS Lucas Oil por razões de patrocínio) é uma equipe francesa de automobilismo que atualmente participa dos Campeonatos de Fórmula 2 e Fórmula 3 da FIA. A DAMS já participou de diferentes categorias, como Fórmula 3000, GP2 Series, GP3 Series, GP2 Asia Series, Fórmula E, Eurocopa de Fórmula Renault V6, Fórmula Renault 3.5 Series, ALMS, A1 Grand Prix, Auto GP, Porsche Supercup, entre outras.
Fundada em 1988 por Jean-Paul Driot e o piloto René Arnoux, esteve próxima de correr a temporada de 1996 da Fórmula 1, tendo como pilotos Érik Comas e Jan Lammers (ou Tarso Marques), mas isso acabou por não se verificar. Entre 1989 e 2001, conquistou três títulos de pilotos da Fórmula 3000, todos com pilotos franceses: Érik Comas (1990), Olivier Panis (1993) e Jean-Christophe Boullion (1994), além de outros quatro títulos de construtores (1989, 1990, 1993 e 1994). Na GP2 Series, obteve três títulos de pilotos, com Romain Grosjean (2011), Davide Valsecchi (2012) e o último, em 2014, com Jolyon Palmer, e dois de construtores (2012 e 2014).
Em agosto de 2019, Jean-Paul Driot, um dos fundadores, faleceu aos 68 anos de idade. Seus dois filhos, Olivier e Gregory Driot, assumiram como codiretores de equipe, até que o ex-piloto de Fórmula 1 Charles Pic comprou a equipe em fevereiro de 2022. Enquanto que a participação majoritária da DAMS na equipe de Fórmula E, e.dams, foi totalmente adquirida pela Nissan.

## História
A DAMS foi fundada em 1988 por Jean-Paul Driot, em colaboração com o piloto René Arnoux. No ano seguinte à sua fundação, a DAMS ingressou no Campeonato Internacional de Fórmula 3000. Eles permaneceram no Fórmula 3000 até 2001 . A DAMS foi uma das muitas equipes francesas que fizeram parte do programa de patrocínio de jovens pilotos Elf.
Além da Fórmula 3000, a DAMS planejava ingressar no Campeonato Mundial de Fórmula 1 em 1996, com um carro (o GD-01) desenvolvido por Reynard, mas a falta de recursos impediu o avanço da equipe.

### Fórmula 3000
Desde a sua criação, a equipe francesa participou no Campeonato Internacional de Fórmula 3000 da FIA, que venceu em 1990 com Érik Comas, 1992 com Olivier Panis e 1994 com Jean-Christophe Boullion.
Em 13 anos, de 1989 a 2001, a DAMS conquistou quatro títulos de equipes, três títulos de pilotos, 21 vitórias, 19 pole positions e 19 voltas mais rápidas, tornando a DAMS uma das equipes de Fórmula 3000 de maior sucesso, juntamente com a Super Nova Racing e a Arden International.

### Fórmula Renault
Nas temporadas de 2003 e 2004, a DAMS participou da Eurocopa de Fórmula Renault V6, que venceu nesse mesmo ano com o argentino José María López. Em 2005, a equipe entrou na World Series by Renault.

### A1 Grand Prix
Driot era um dos proprietários da A1 Team França, equipe formada para a disputa da A1 Grand Prix. A DAMS também gerenciou a A1 Team Suíça, a A1 Team México e, posteriormente, a A1 Team África do Sul. Com a A1 Team France, a DAMS foi a primeira vencedora da categoria, vencendo 13 das 22 corridas, incluindo a temporada da 2005–06.
Para a temporada de 2007–08, a A1 Team França e a A1 Team África do Sul colaboraram estreitamente para finalizar o carro, como foi feito anteriormente com a A1 Team Suíça.

### GP2 Series/Fórmula 2
A equipe competiu na GP2 Series desde o seu início em 2005, mas se manteve na A1 Grand Prix. Em sua primeira temporada na GP2, venceu corridas com os pilotos José María López e Nicolas Lapierre.
Na temporada da GP2 Series de 2016, a equipe teve como pilotos o inglês Alex Lynn e o canadense Nicholas Latifi.
A DAMS venceu seu primeiro Campeonato de Equipes na GP2 em 2012 e, o segundo em 2014. E os Campeonatos de Pilotos em 2011, 2012 e 2014.
Em 2018, a equipe colocou Nicholas Latifi e Alexander Albon para disputar a primeira edição do Campeonato de Fórmula 2 da FIA. A equipe garantiu o terceiro lugar no campeonato de construtores e conquistou 5 vitórias na temporada (4 para Albon e 1 para Latifi). A formação da equipe em 2018 correu junta pela primeira vez em três anos depois na Fórmula 1 de 2022 pela equipe Williams.
Para a temporada de 2019, a equipe contratou Sérgio Sette Câmara para substituir Albon, que foi promovido à Fórmula 1 pela equipe Toro Rosso para 2019. A DAMS venceu o Campeonato de Equipes com 418 pontos e seis vitórias (cinco de Latifi, que foi promovido à Fórmula 1 em 2020 para pilotar pela Williams, e duas de Sette Câmara, que posteriormente ingressou na Fórmula E para pilotar pela equipe GEOX Dragon.
Em janeiro de 2024, antes do início da temporada de 2024, a DAMS anunciou a companhia estadunidense Lucas Oil como o seu novo patrocinador título, mudando assim o nome da equipe para DAMS Lucas Oil.

### Fórmula E

Logotipo da equipe na época de sua parceria com a Renault

A equipe DAMS juntou-se ao novo campeonato de Fórmula E em 2014 sob o nome e.dams, em colaboração de Alain Prost. Com a equipe disputando a categoria sob uma licença francesa e oficialmente denominada Team e.dams Renault na temporada inaugural e Renault e.dams da temporada de 2015–16 até a temporada de 2017–18, devido a uma parceria com a Renault, que fornecia trens de força para a equipe.

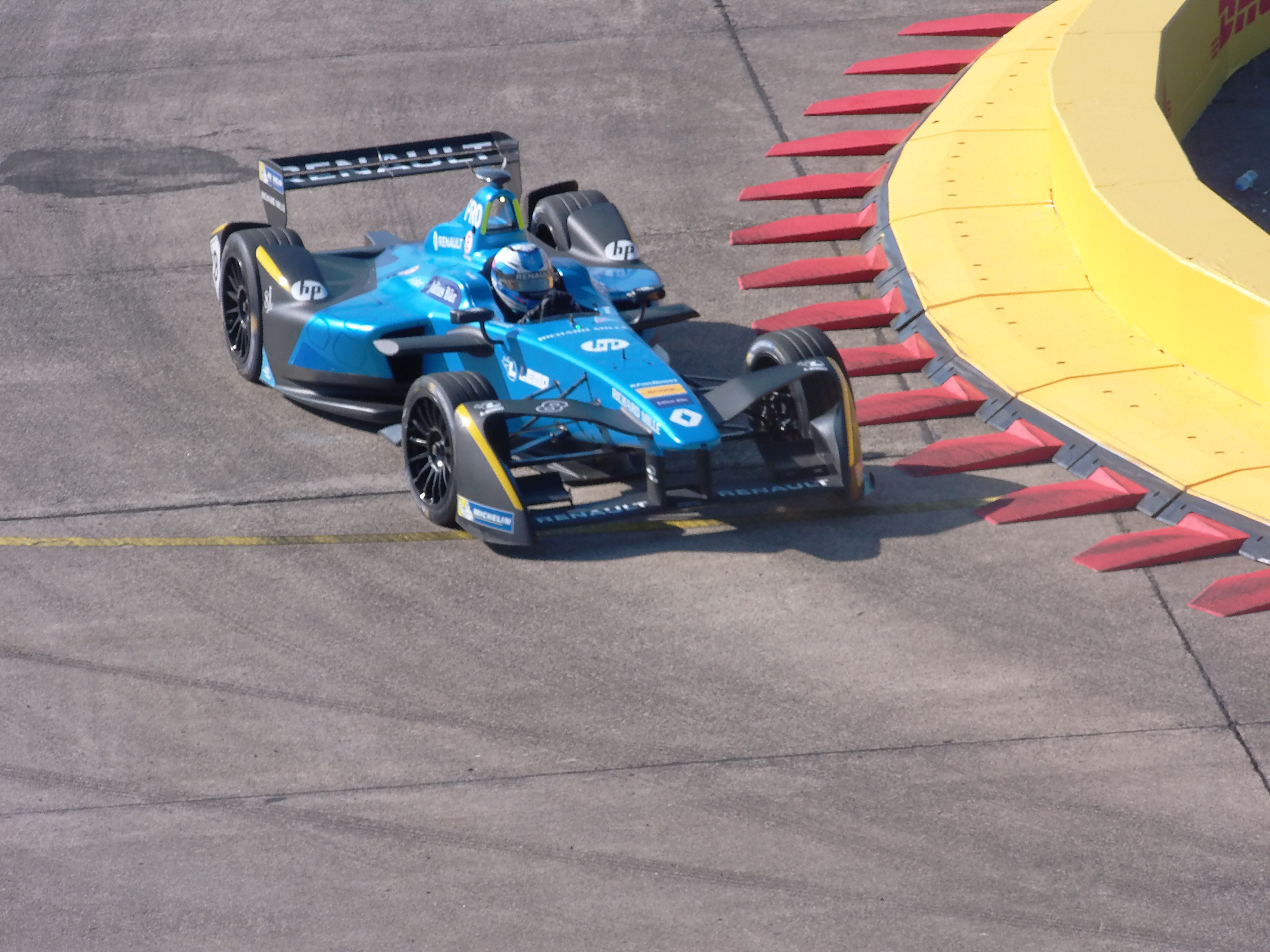
Nicolas Prost no ePrix de Berlim de 2017.

Esta foi a fase de maior sucesso da e.dams, que conquistou o Campeonato de Equipes nas três primeiras temporadas e o Campeonato de Pilotos na temporada de 2015-16, com Sébastien Buemi, que conquistou oito vitórias e treze pódios em 23 corridas. Buemi também foi vice-campeão na temporada inaugural. Nicolas Prost terminou em sexto e em terceiro nas duas primeiras temporadas, respectivamente, conquistando três vitórias. Apesar da e.dams ter conquistado seu terceiro título consecutivo no Campeonato de Equipes na temporada de 2016–17, Buemi perdeu o título para Lucas Di Grassi na rodada final em Montreal. Buemi também teve que perder as etapas de Nova Iorque devido a compromissos no Campeonato Mundial de Endurance e foi substituído por Pierre Gasly.
Em outubro de 2017, a Renault anunciou sua retirada da competição no final da temporada de 2017–18. A montadora francesa citou o desejo de se concentrar em seu programa de Fórmula 1 como motivo para deixar a Fórmula E. Na última temporada da equipe com a Renault na Fórmula E, nenhum de seus pilotos conseguiu vencer uma única corrida. O melhor resultado foi o segundo lugar de Buemi em Marraquexe. A e.dams só conseguiu terminar em quinto lugar no Campeonato de Construtores. No final da temporada, Nicolas Prost deixou a equipe.

Logotipo da equipe na época de sua parceria com a Nissan

A Renault foi substituída por sua parceira, a Nissan, que concordou em fazer com que a equipe francesa comandasse seu esquadrão de Fórmula E para a temporada de 2018–19. Com a equipe continuando a competir na categoria sob uma licença francesa e sendo renomeada para Nissan e.dams. Com isso, a Nissan tornou-se na primeira fabricante japonesa de automóveis a participar na categoria de monopostos elétricos. Em abril de 2018, Jean-Paul Driot, um dos fundadores e donos da e.dams, anunciou que havia comprado todas as ações da equipe que pertenciam ao seu antigo parceiro, Alain Prost, que havia deixado a Fórmula E para concentrar seu tempo e energia com a equipe Renault na Fórmula 1. Em setembro do mesmo ano, foi anunciado que a Nissan havia comprado uma participação na e.dams, com a montadora japonesa ocupando o lugar deixado por Prost e se tornando parte do corpo diretivo da equipe ao lado de seu fundador, Driot.
Para a primeira temporada de sua parceria com a Nissan, a equipe originalmente contratou Alexander Albon como parceiro de Buemi. No entanto, em 26 de novembro de 2018, Albon foi dispensado de seu contrato com a equipe para disputar a temporada de Fórmula 1 de 2019 com a equipe Toro Rosso. Quatro dias depois, a equipe contratou Oliver Rowland, que correu pela equipe DAMS no Campeonato de Fórmula 2 da FIA de 2017. Como é tradicional nas equipes de fábrica da Nissan, os números dos seus carros são 22 e 23, já que os números 2 e 3 são pronunciados "ni" e "san" em japonês.

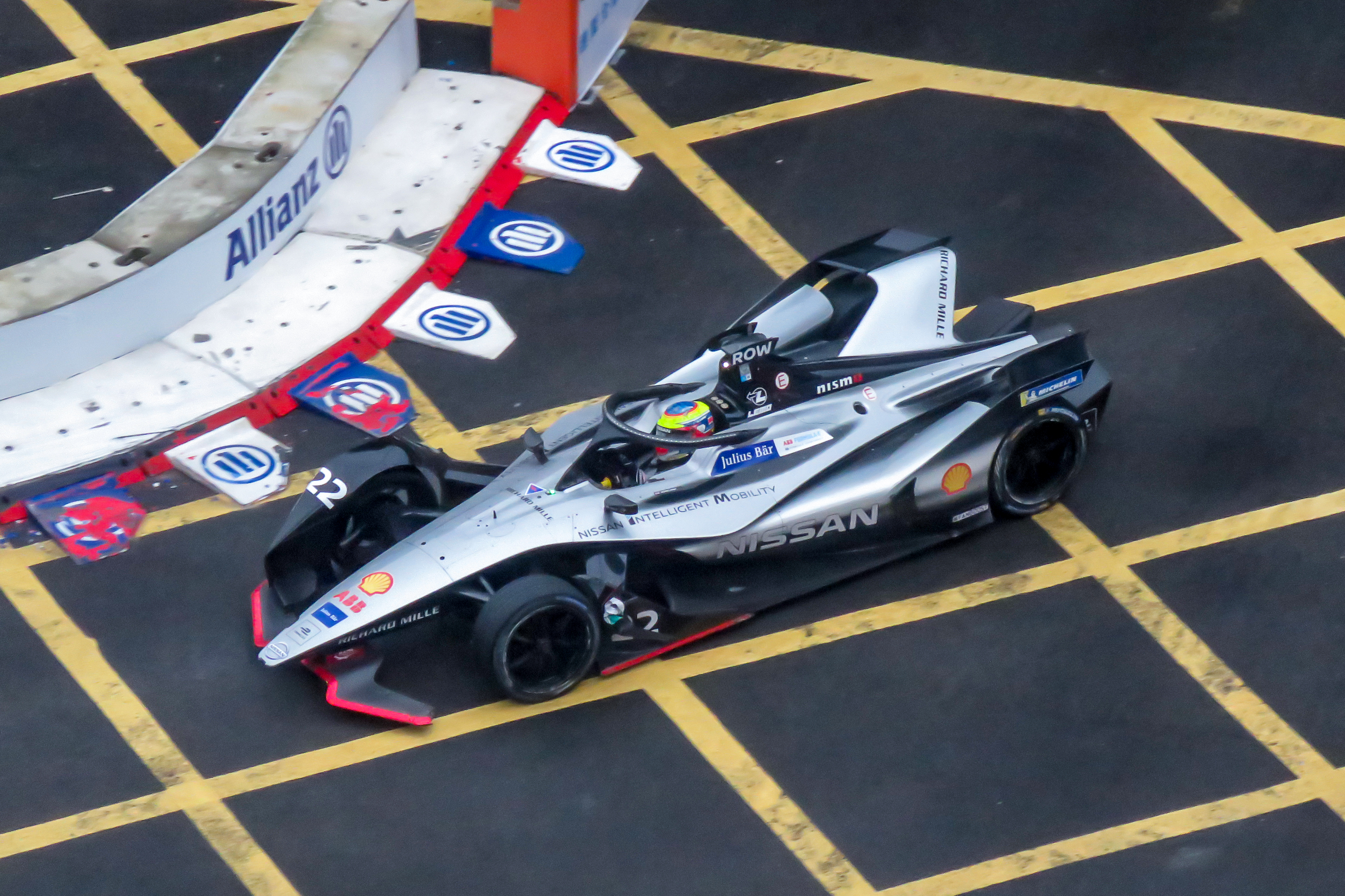
Oliver Rowland pilotando pela Nissan e.dams em 2019.

No entanto, sob a bandeira da Nissan, a equipe não conseguiu vencer nenhum campeonato. Seu primeiro trem de força chamado Nissan IM01 provou ser controverso, já que a e.dams foi a única equipe a usar uma configuração de motor duplo, tendo conquistado seis pole positions com este trem de força. Isso acabou sendo proibido nos regulamentos técnicos para a temporada de 2019–20. Apesar de ter sido forçada pelas regras a alterar significativamente o projeto do seu trem de força, a Nissan e.dams melhorou na temporada de 2019–20, impactada pela COVID-19, terminando em segundo no Campeonato de Equipes, ao invés do quarto lugar da temporada anterior. Porém, a equipe alcançou resultados decepcionantes nas duas temporadas seguintes, com um décimo lugar na temporada de 2020–21 e, uma nona posição na temporada de 2021–22.
Após a morte de Driot aos 68 anos de idade, em agosto de 2019, seus dois filhos, Olivier e Gregory Driot, assumiram como codiretores da equipe, até que o ex-piloto de Fórmula 1 Charles Pic comprou a DAMS em fevereiro de 2022. Porém, eles mantiveram o controle majoritário da equipe de Fórmula E, a e.dams, até o mês de abril, quando ela foi totalmente adquirida pela Nissan e rebatizada para Nissan Formula E Team para a disputa da temporada de 2022–23.

### Campeonato de Fórmula 3 da FIA
Em novembro de 2024, a DAMS assumiu o lugar da Jenzer Motorsport no Campeonato de Fórmula 3 da FIA como a décima equipe, após a Jenzer deixar a categoria depois de 15 anos competindo na F3 e na sua antecessora GP3. Com isso, a DAMS retornou ao terceiro nível das corridas de fórmula sancionadas pela FIA pela primeira vez desde a GP3 Series de 2017.

## Galeria de imagens

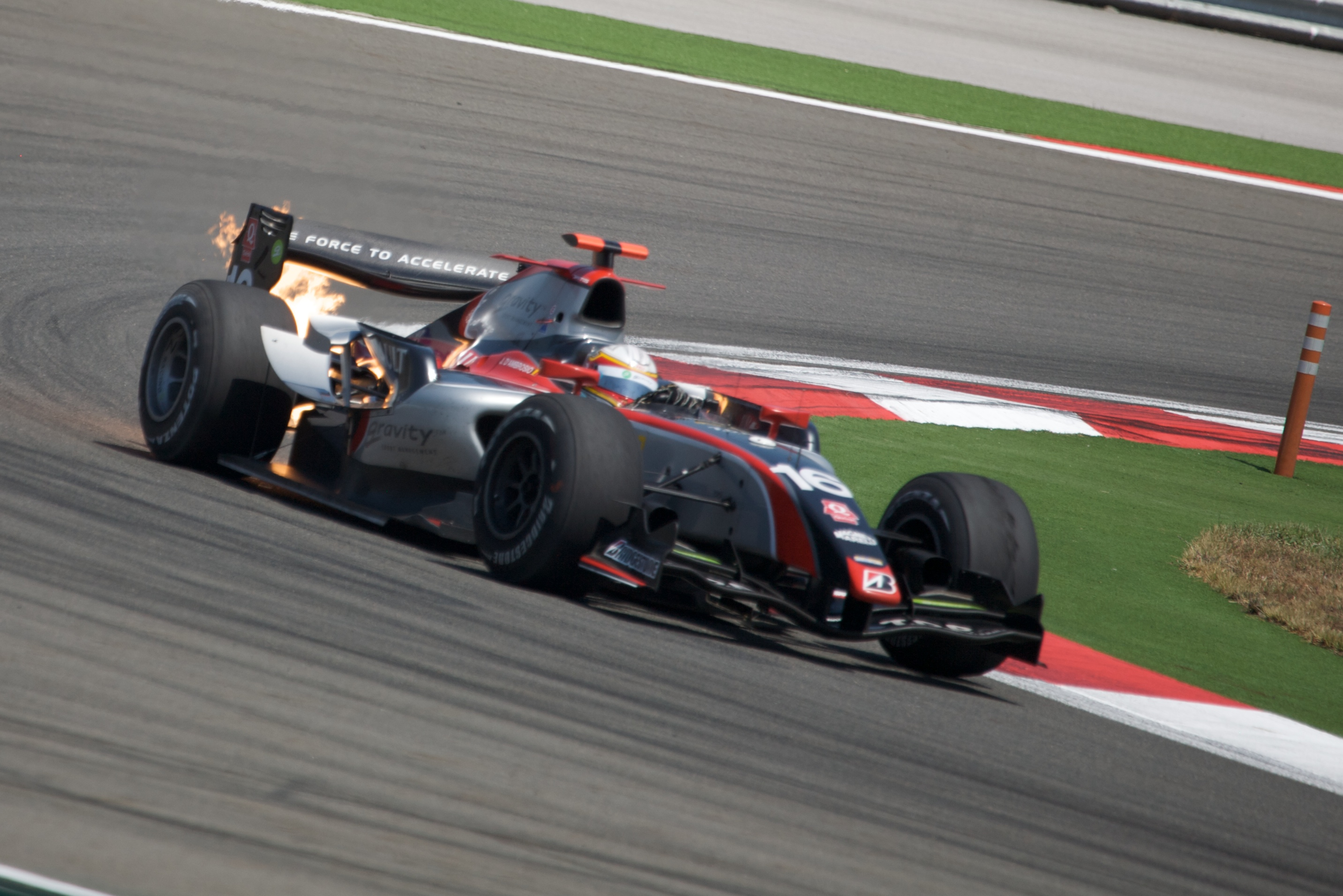
Jérôme d'Ambrosio pilota o carro da DAMS no GP da Turquia em 2009.
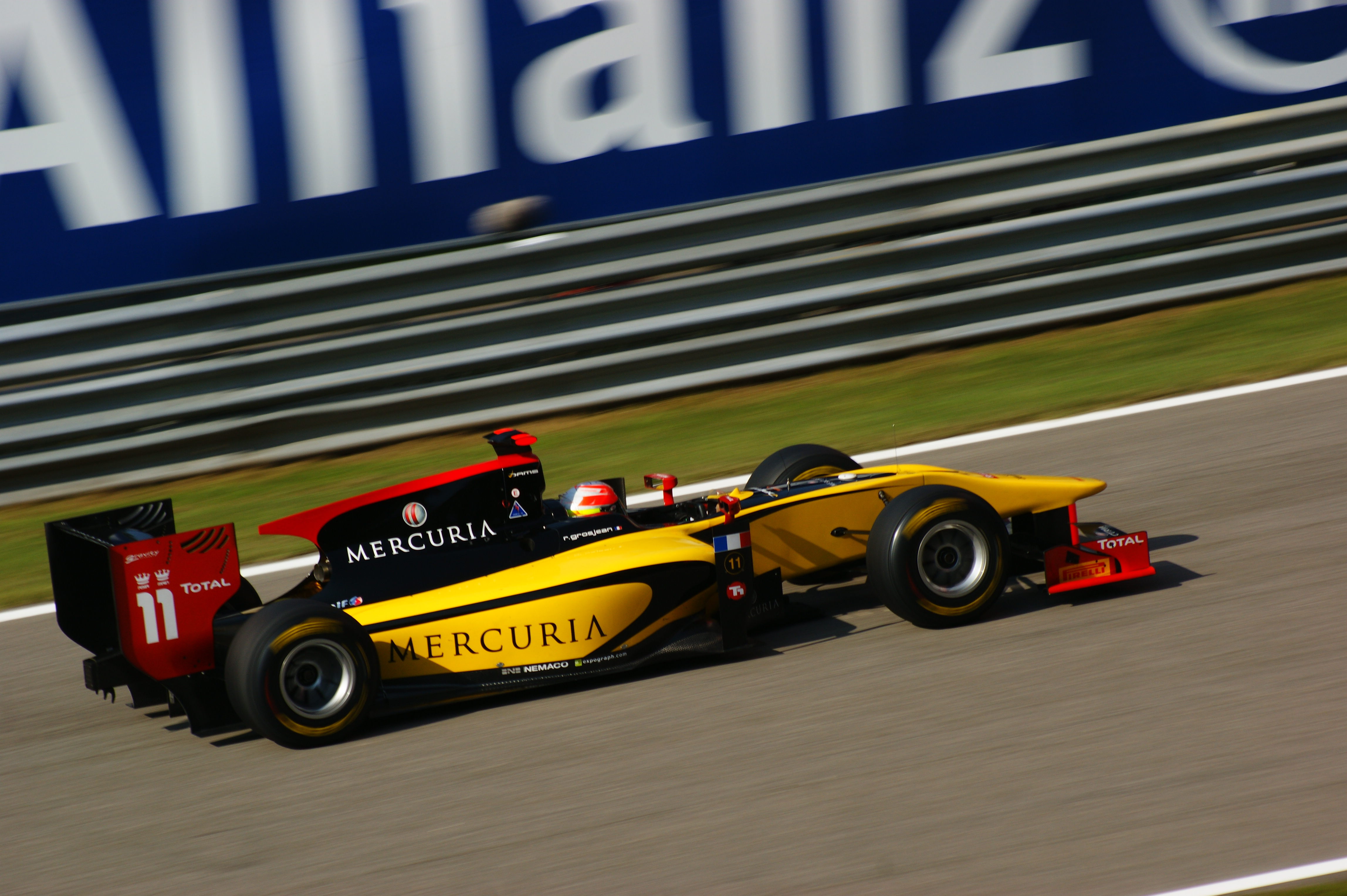
Romain Grosjean, campeão da GP2 em 2011, na etapa de Monza.
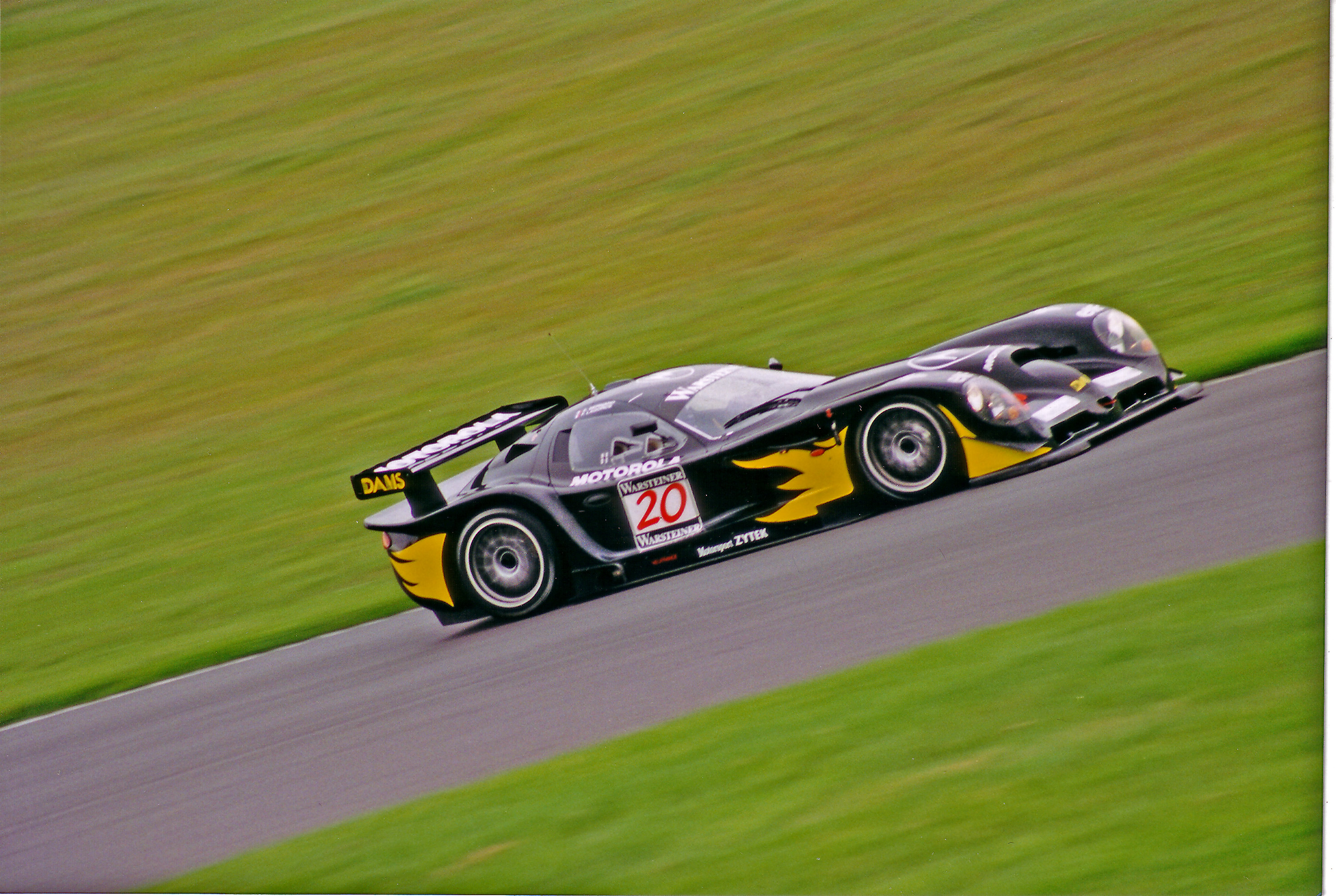
O Panoz GTR-1, carro da equipe no campeonato FIA GT de 1997.
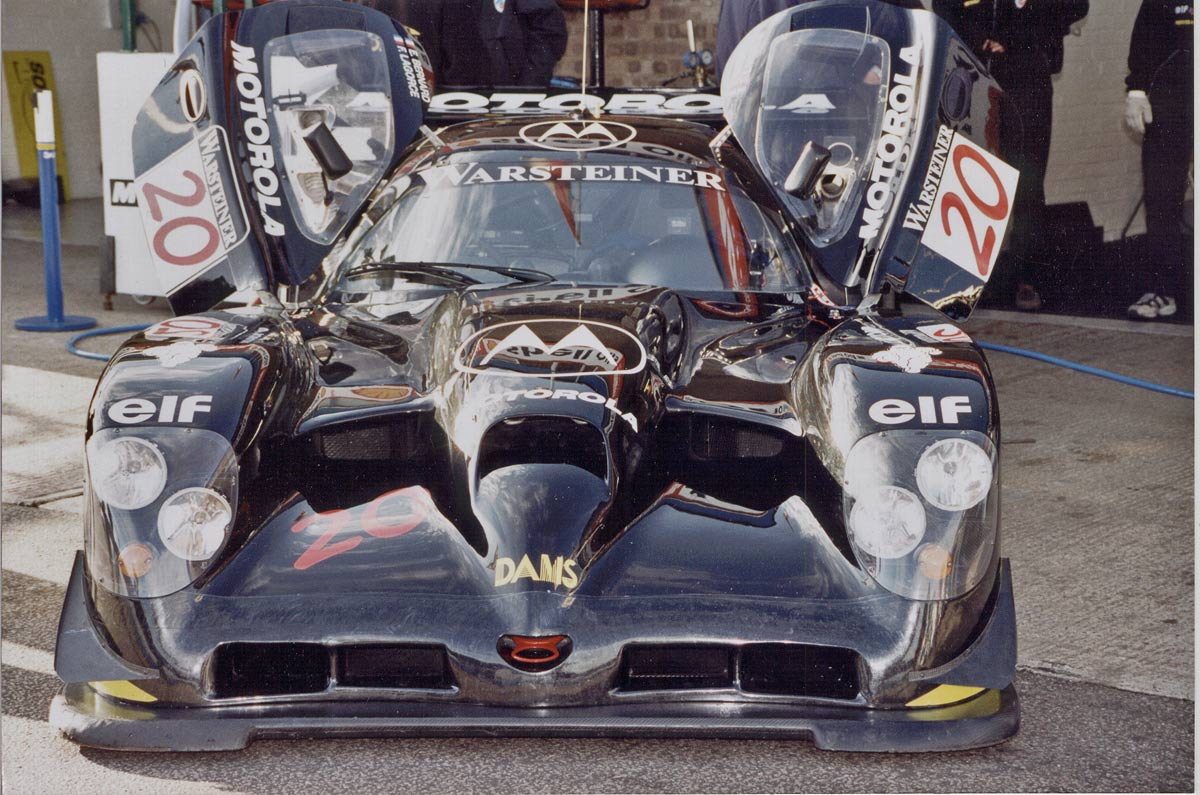
O GTR-1 pilotado por Éric Bernard e Franck Lagorce na etapa de Donington do FIA GT, em 1997.
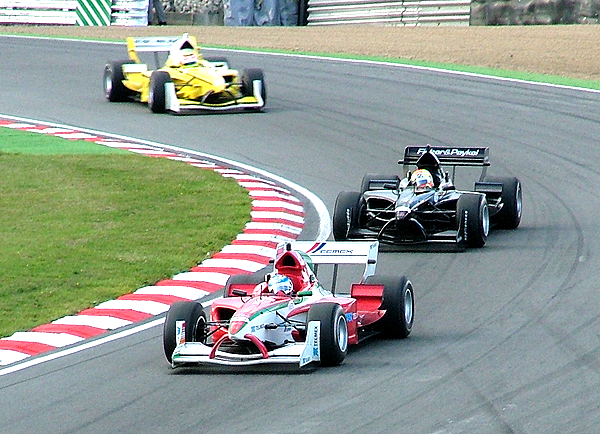
Carro da equipe mexicana na A1 Grand Prix (em primeiro plano), em 2006.
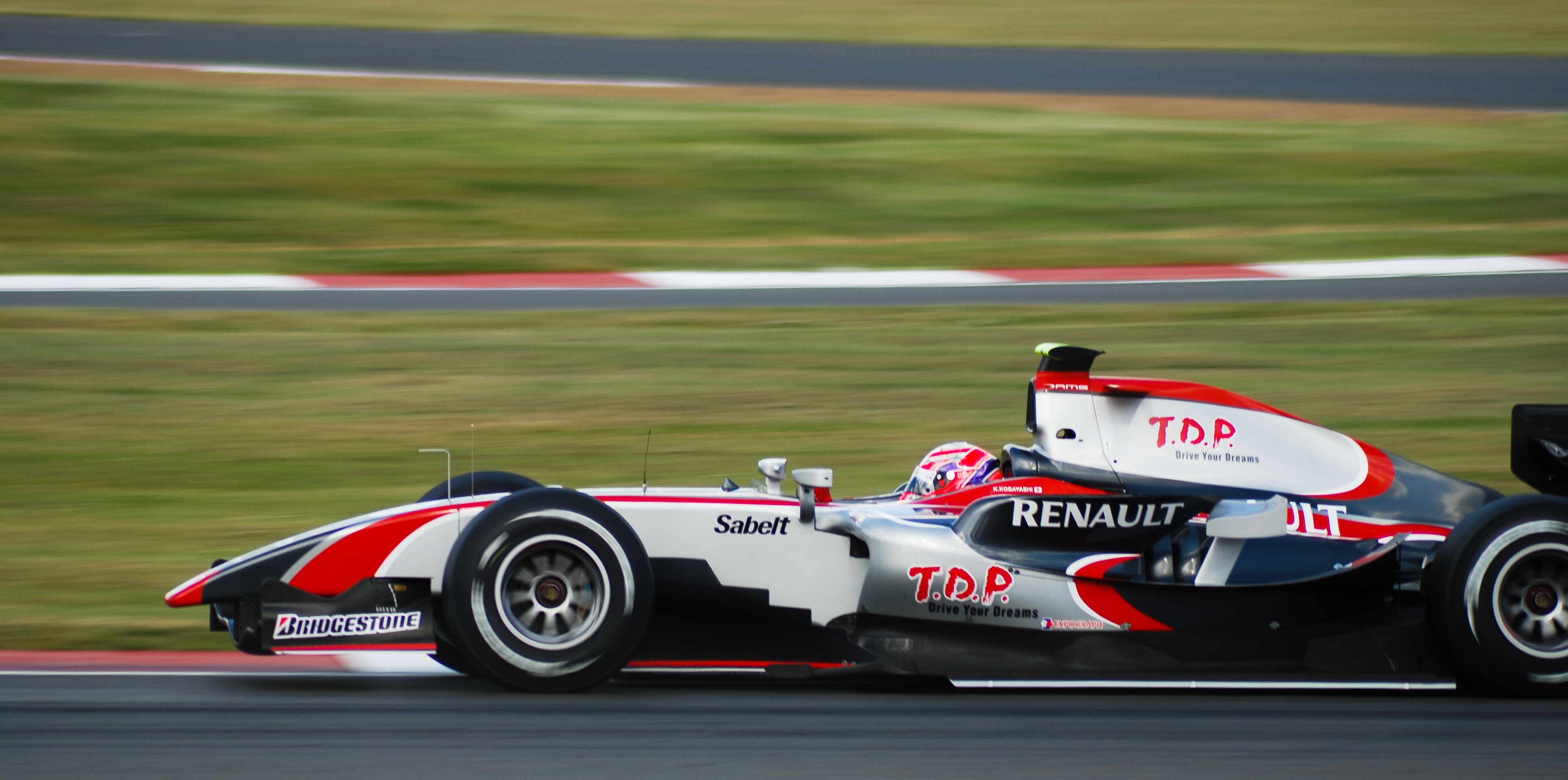
Kamui Kobayashi na corrida de Silverstone, em 2008.
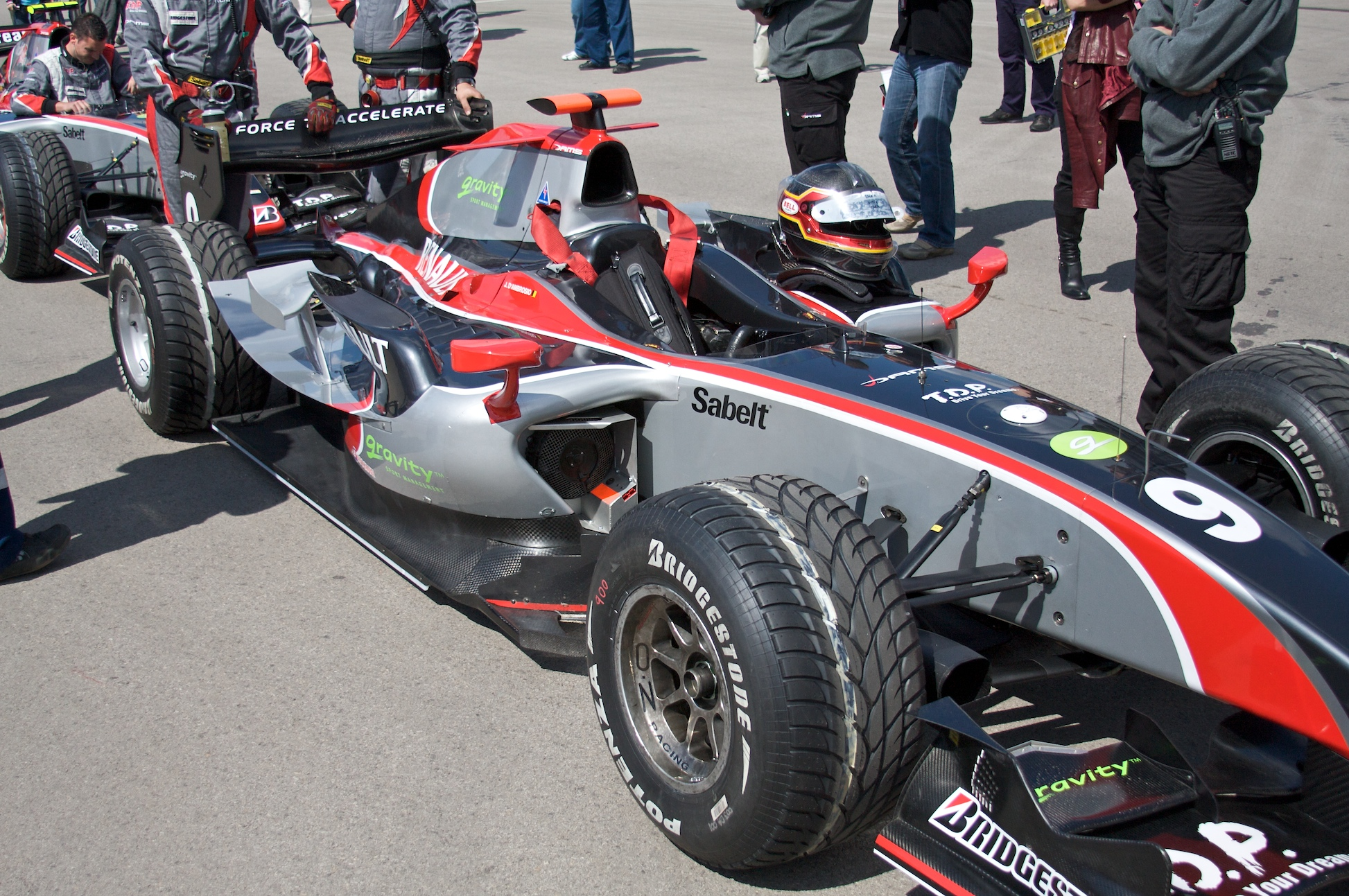
Carro pilotado por Jérôme d'Ambrosio em Istambul, em 2008.

## Resultados na Fórmula E
(legenda) (resultados em negrito indicam pole position; resultados em itálico indicam volta mais rápida)
| Ano                            | Nome                | Chassi        | Trem de força          | Pneu | N.° | Piloto             | 1   | 2   | 3   | 4   | 5   | 6   | 7   | 8   | 9   | 10  | 11  | 12  | 13  | 14  | 15  | 16  | Pontos da Equipe | Pos. da Equipe |
| ------------------------------ | ------------------- | ------------- | ---------------------- | ---- | --- | ------------------ | --- | --- | --- | --- | --- | --- | --- | --- | --- | --- | --- | --- | --- | --- | --- | --- | ---------------- | -------------- |
| 2014–15                        | Team e.dams Renault | Spark SRT01-e | SRT01-e                | M    |     |                    | PEQ | PUT | PDE | BNA | MIA | LBH | MON | BER | MSC | LON | LON |     |     |     |     |     | 232              | 1°             |
| 2014–15                        | Team e.dams Renault | Spark SRT01-e | SRT01-e                | M    | 8   | Nicolas Prost      | 12† | 4   | 7   | 2   | 1   | 14  | 6   | 10  | 8   | 7   | 10  |     |     |     |     |     | 232              | 1°             |
| 2014–15                        | Team e.dams Renault | Spark SRT01-e | SRT01-e                | M    | 9   | Sébastien Buemi    | Ret | 3   | 1   | Ret | 13  | 4   | 1   | 2   | 9   | 1   | 5   |     |     |     |     |     | 232              | 1°             |
| 2015–16                        | Renault e.dams      | Spark SRT01-e | Renault Z.E.15         | M    |     |                    | PEQ | PUT | PDE | BNA | MEX | LBH | PAR | BER | LON | LON |     |     |     |     |     |     | 270              | 1°             |
| 2015–16                        | Renault e.dams      | Spark SRT01-e | Renault Z.E.15         | M    | 8   | Nicolas Prost      | Ret | 10  | 5   | 5   | 3   | 11  | 4   | 4   | 1   | 1   |     |     |     |     |     |     | 270              | 1°             |
| 2015–16                        | Renault e.dams      | Spark SRT01-e | Renault Z.E.15         | M    | 9   | Sébastien Buemi    | 1   | 12  | 1   | 2   | 2   | 16  | 3   | 1   | 5   | Ret |     |     |     |     |     |     | 270              | 1°             |
| 2016–17                        | Renault e.dams      | Spark SRT01-e | Renault Z.E.16         | M    |     |                    | HKG | MAR | BNA | MEX | MON | PAR | BER | BER | NIQ | NIQ | MTR | MTR |     |     |     |     | 268              | 1°             |
| 2016–17                        | Renault e.dams      | Spark SRT01-e | Renault Z.E.16         | M    | 8   | Nicolas Prost      | 4   | 4   | 4   | 5   | 9   | 5   | 5   | 8   | 8   | 6   | 6   | Ret |     |     |     |     | 268              | 1°             |
| 2016–17                        | Renault e.dams      | Spark SRT01-e | Renault Z.E.16         | M    | 9   | Sébastien Buemi    | 1   | 1   | 1   | 13  | 1   | 1   | DSQ | 1   |     |     | DSQ | 11  |     |     |     |     | 268              | 1°             |
| 2016–17                        | Renault e.dams      | Spark SRT01-e | Renault Z.E.16         | M    | 9   | Pierre Gasly       |     |     |     |     |     |     |     |     | 7   | 4   |     |     |     |     |     |     | 268              | 1°             |
| 2017–18                        | Renault e.dams      | Spark SRT01-e | Renault Z.E. 17        | M    |     |                    | HKG | HKG | MAR | SAN | MEX | PDE | ROM | PAR | BER | ZUR | NIQ | NIQ |     |     |     |     | 133              | 5°             |
| 2017–18                        | Renault e.dams      | Spark SRT01-e | Renault Z.E. 17        | M    | 8   | Nicolas Prost      | 9   | 8   | 13  | 10  | Ret | 15  | 14  | 16  | 14  | Ret | 10  | 11  |     |     |     |     | 133              | 5°             |
| 2017–18                        | Renault e.dams      | Spark SRT01-e | Renault Z.E. 17        | M    | 9   | Sébastien Buemi    | 11  | 10  | 2   | 3   | 3   | Ret | 6   | 5   | 4   | 5   | 3   | 4   |     |     |     |     | 133              | 5°             |
| 2018–19                        | Nissan e.dams       | Spark SRT05e  | Nissan IM01            | M    |     |                    | DAR | MAR | SAN | MEX | HKG | SNY | ROM | PAR | MON | BER | SUI | NIQ | NIQ |     |     |     | 190              | 4°             |
| 2018–19                        | Nissan e.dams       | Spark SRT05e  | Nissan IM01            | M    | 22  | Oliver Rowland     | 7   | 15  | Ret | 20† | Ret | 2   | 6   | 12  | 2   | 8   | Ret | 14  | 6   |     |     |     | 190              | 4°             |
| 2018–19                        | Nissan e.dams       | Spark SRT05e  | Nissan IM01            | M    | 23  | Sébastien Buemi    | 6   | 8   | Ret | 21† | Ret | 8   | 5   | 15  | 5   | 2   | 3   | 1   | 3   |     |     |     | 190              | 4°             |
| 2019–20                        | Nissan e.dams       | Spark SRT05e  | Nissan IM02            | M    |     |                    | DAR | DAR | SAN | MEX | MAR | BER | BER | BER | BER | BER | BER |     |     |     |     |     | 167              | 2°             |
| 2019–20                        | Nissan e.dams       | Spark SRT05e  | Nissan IM02            | M    | 22  | Oliver Rowland     | 4   | 5   | 17  | 7   | 9   | 14  | 7   | 6   | 5   | 1   | Ret |     |     |     |     |     | 167              | 2°             |
| 2019–20                        | Nissan e.dams       | Spark SRT05e  | Nissan IM02            | M    | 23  | Sébastien Buemi    | Ret | 12  | 13  | 3   | 4   | 7   | 2G  | 11  | 3   | 10  | 3G  |     |     |     |     |     | 167              | 2°             |
| 2020–21                        | Nissan e.dams       | Spark SRT05e  | Nissan IM02Nissan IM03 | M    |     |                    | DAR | DAR | ROM | ROM | VAL | VAL | MON | PUE | PUE | NIO | NIO | LON | LON | BER | BER |     | 97               | 10°            |
| 2020–21                        | Nissan e.dams       | Spark SRT05e  | Nissan IM02Nissan IM03 | M    | 22  | Oliver Rowland     | 6   | 7   | 12G | 16  | DSQ | 4   | 6   | DSQ | 3   | 7   | 19  | DSQ | 18  | 13  | 2   |     | 97               | 10°            |
| 2020–21                        | Nissan e.dams       | Spark SRT05e  | Nissan IM02Nissan IM03 | M    | 23  | Sébastien Buemi    | 13  | Ret | 5   | 10  | Ret | 11  | 11  | DSQ | 14  | 6G  | 15  | DSQ | 13  | 11  | 14  |     | 97               | 10°            |
| 2021–22                        | Nissan e.dams       | Spark SRT05e  | Nissan IM03            | M    |     |                    | DAR | DAR | MEX | ROM | ROM | MON | BER | BER | JAC | MAR | NIO | NIO | LON | LON | SEU | SEU | 36               | 9°             |
| 2021–22                        | Nissan e.dams       | Spark SRT05e  | Nissan IM03            | M    | 22  | Maximilian Günther | 12  | 14  | 9   | Ret | 11  | 17  | 18  | 16  | 14  | Ret | 12  | DSQ | 8   | 15  | 11  | Ret | 36               | 9°             |
| 2021–22                        | Nissan e.dams       | Spark SRT05e  | Nissan IM03            | M    | 23  | Sébastien Buemi    | 17  | 13  | 8   | 16  | 9   | 8   | 14  | 14  | 11  | 16  | 5   | 13  | 11  | 6   | Ret | 9   | 36               | 9°             |
| 2021–22: Nissan Formula E Team |                     |               |                        |      |     |                    |     |     |     |     |     |     |     |     |     |     |     |     |     |     |     |     |                  |                |

Notas
† – O piloto não terminou o ePrix, mas foi classificado por ter completado 90% da corrida.
G – Volta mais rápida na fase de grupos da classificação.